# آقای بازار
آقای بازار، عبارت تمثیلی ابداعی توسط سرمایه‌گذار و اقتصاددان آمریکایی، بنجامین گراهام، می‌باشد، که نخستین‌بار در سال ۱۹۴۹ و در کتابی با عنوان سرمایه‌گذار هوشمند  پیشنهاد داده شد؛ از این عبارت به‌منظور بیان خصایل غیرمنطقی و متناقض بازار سهام، و همچنین مخاطرات ناشی از گروه‌زدگی، استفاده می‌شود. 
گراهام، آقای بازار را فردی با اختلال دوقطبی (افسردگی-شیدایی) به‌تصویر کشیده‌است، که سرخوش، غیرمنطقی، دمدمی‌مزاج و احساساتی می‌باشد. 
وارن بافت، اسطوره سرمایه‌گذاری در بازار سهام، مداوماً از سرمایه‌گذاران خواسته‌است که از رفتارهای آقای بازار درس بگیرند.  

## واژه‌نامه
1. ↑  The Intelligent Investor